# تصلد بارد

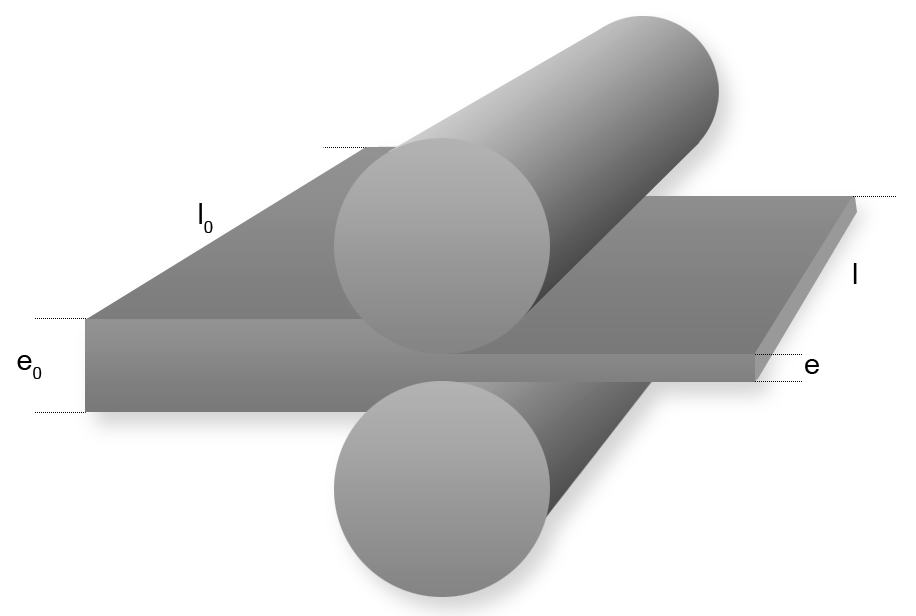

التصلد الانفعالي هو تقوية المادة بزيادة كثافة انخلاع المادة.
في البلورات المعدنية، يحدث تشوه غير عكوس على المستوى المجهري يسمى الانخلاع dislocation ، ينتج هذا الانخلاع عن تغير في حقول الإجهاد محليًا بفعل الإجهاد الميكانيكي (مثل الطرق) في القطعة المعدنية يبلغ أوجه في إعادة تنظيم الشبكة البلورية نتيجة انتشار انخلاعات في الشبكة البلورية. يمكن إزالة حالة الانخلاع عن طريق رفع درجة حرارة المعدن بعملية تسمى التخمير (Annealing)، حيث تستعيد ذرات المادة أماكنها البلورية الأصلية ثانيا. وبدون عملية التخمير تبقى الانخلاعات مختزنة في المعدن، وتؤثر على بعضها البعض، فتكون كعائق يعترض طريق انتشار شقوق في المعدن. يؤدي هذا التصلد البارد إلى زيادة قوة التحمل للمادة وانخفاض استطالتها.

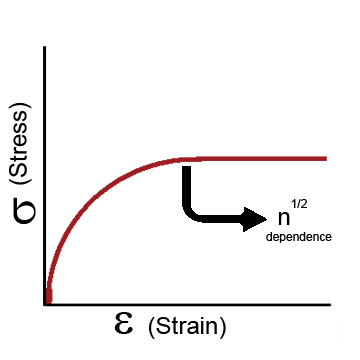
شكل 2: اعتماد زحف المادة على عدد الانخلاعات n فيها. الزحف يزداد طرديا بزيادة الجذر التربعي لعدد الانخلاعات.

## زيادة عدد الانخلاعات
الزيادة في عدد الانخلاعات هي تقدير كمي لتصلد قطعة العمل . يحدث تشوه اللدائن الداخلية في قطعة العمل نتيجة عمل ميكانيكي مقطود عليها بغرض زيادة تصلدها وتحملها ، حيث تضاف طاقة إلى المادة. بالإضافة إلى ذلك يتم تطبيق الطاقة دائمًا بسرعة كافية وبقدر كبير بما يكفي ليس فقط لتحريك الانخلاعات الموجودة بداية ، ولكن أيضًا  لإنتاج  عدد كبير من الانخلاعات الجديدة .